# Валента Олександр Родіонович
Олександр Валента — (6 лютого 1944, с. Чорніїв, Волинська область — 6 грудня 1997, Луцьк) — український живописець.

## Життєпис
Народився Олександр Валента 6 лютого 1944 року на Волині в с. Чорніїв, Турійський район. Батько, Родіон Августович, загинув у 1945 році, невдовзі померла мати Уляна Олексіївна.
Олександр разом з сестрою Лідією навчалися в школі-інтернат. У 1952 році були переведені у дитячий будинок обласного центру Волині, де у 7му класі Олександр захопився малюванням.
У 1961 р. закінчив 10 класів, отримав атестат та свідоцтво про закінчення курсів слюсарів-ремонтників. Переїхав до Луцька і влаштувався працювати на Луцький авіазавод, потім працював маляром у автобусному парку, декоратором у промторзі, методистом відділу образотворчого та декоративно-ужиткового мистецтва обласного Будинку народної творчості.
В 17 років почав відвідувати Луцьку дитячу художню школу, яку закінчив у 1965 р., викладач Петро Сензюк.
Учасник міських, обласних та республіканських художних виставок від 1966. Персональні — у Луцьку (1971, 1995).
У 1966 р. три його роботи «Натюрморт», «Зима», «Риби» були представлені в Києві на республіканській виставці молодих художників України. Репродукцію останньої було надрукувано на окремій поштовій листівці.
На першій художній виставці у 1971 р. було представлено 60 робіт, створених протягом 1965—1971 років. Видрукувано каталог виставки, упорядкований Віктором Шингуром. Через 3 роки (1974) О. Валенту приймають на роботу у Волинські художньо-виробничі майстерні Художнього фонду УРСР художником-оформлювачем.
У 1996 році Валенті було присуджено обласну мистецьку премію імені Йова Кондзелевича.
Трагічно загинув 6 грудня 1997 року у новій майстерні по вул. Данила Галицького при нез'ясованих обставинах.

## Творчість
Працював у галузі станкового живопису, переважно у жанрі натюрморту, пейзажу, писав міські архітектурні краєвиди, картини із зображенням вечірніх вулиць міста, зрідка писав портрети.
Захопившись імпресіонізмом та постімпресіоністичними течіями французького мистецтва, у 1960–1970-ті роки працював у стилі пуантилізму (крапковий живопис).
Переосмисливши структуру мови пуантелізму, наповнив його яскраво-індивідуальним, специфічно волинським звучанням; виробив своєрідний «фольк-оп-арт», позначений фольклорними мотивами, декоративністю вирішення форми, орнаментальністю побудови композиції. «Декоративний цикл», започаткований художником у 70 80-ті роки, набув особливої стилістичної виразності на початку 1990х років..
Роботи зберігаються у Волинському краєзнавчому музеї та приватних колекціях.

### Твори
- «Дощить» (1964),
- 1965 — «В автобусі», «Індустріальний пейзаж», «Пробудження», «Святковий вечір»;
- «Риби» (1966 р.),
- «Вечірній Луцьк» (1966 р., приватна колекція[5]);
- «Зима (Берестечко)» (1967 р.),
- «Натюрморт із кавуном» (1967 або 1969),
- «На козацьких могилах (село Пляшева)» (1967),
- «Берізки» (1968),
- «Риба Варнад» (1968),
- 1969 — «Яблука на рушнику», «Луцьк. Рожевий сніг», «Напровесні», «Гриби на рядні»;
- 1970 — «Подих весни», «Зелені яблука», «Дари осені», «Церква в селі Низкиничах»;
- «Кам'янець-Подільський. Козацькі могили» (кін. 1970-х рр.),
- 1973 — «Вечірнє місто» (колекція ВКМ); «Моя вулиця» (колекція ВКМ), «Червоне літо», «Червень»;
- «Вечірня вулиця» (1975),
- «Писанки» (1984),
- «Грушки» (1985),
- «Зима» (1989),
- «Весна» (1989),
- «Осінь» (1994),
- 1995 — цикли «Пори року» та «Писанки».

## Вшанування пам'яті
У 2007 році видавництво «Терен» випустило в продаж збірник спогадів, відгуків у пресі та роздумів митців «Олександр Валента».
26 лютого 2015 року у галереї сучасного мистецтва «Aрт-кафедра» відбулося творчий захід «Мистецтво, як радість життя або Олександр Валента — людина і митець», на якій було представлено 40 робіт митця.
У 2023 році рішенням Луцької міської ради на честь митця названо вулицю (колишня назва — вул. Короленка), на якій у творчій майстерні працював Олександр у 80х р.
14 лютого 2023 року, у Художньому музеї Луцька відбулася виставка «Олександр Валента (1944—1997). Міф і реальність. Малярство, графіка, документальне фото». Презентація робіт відбулася в межах виставкового проєкту «Скарбниця. Художнє життя Луцька на зламі століть. Твори волинських художників із колекції ВКМ» (в рамках відзначення Року Художнього музею у Луцьку та з нагоди 50-річчя діяльності (1973—2023).
Зі слів української політичної і громадської діячки Ірини Констанкевич 80-річний ювілей Олександра Валенти включено в державну постанову про найвизначніші ювілеї 2024—2025 років.